# Porte d'Italie (métro de Paris)
Pour l’article homonyme, voir Porte d'Italie.
Porte d'Italie est une station de la ligne 7 du métro de Paris, située dans le 13e arrondissement de Paris.

## Situation
La station est implantée en légère courbe sous l'extrémité occidentale du boulevard Masséna, à l'est du carrefour de la porte d'Italie. Approximativement orientée selon un axe est-ouest et localisée sur la branche vers Mairie d'Ivry, elle s'intercale entre les stations Maison Blanche et Porte de Choisy, la première marquant l'amorce du tronc commun de la ligne.

## Histoire

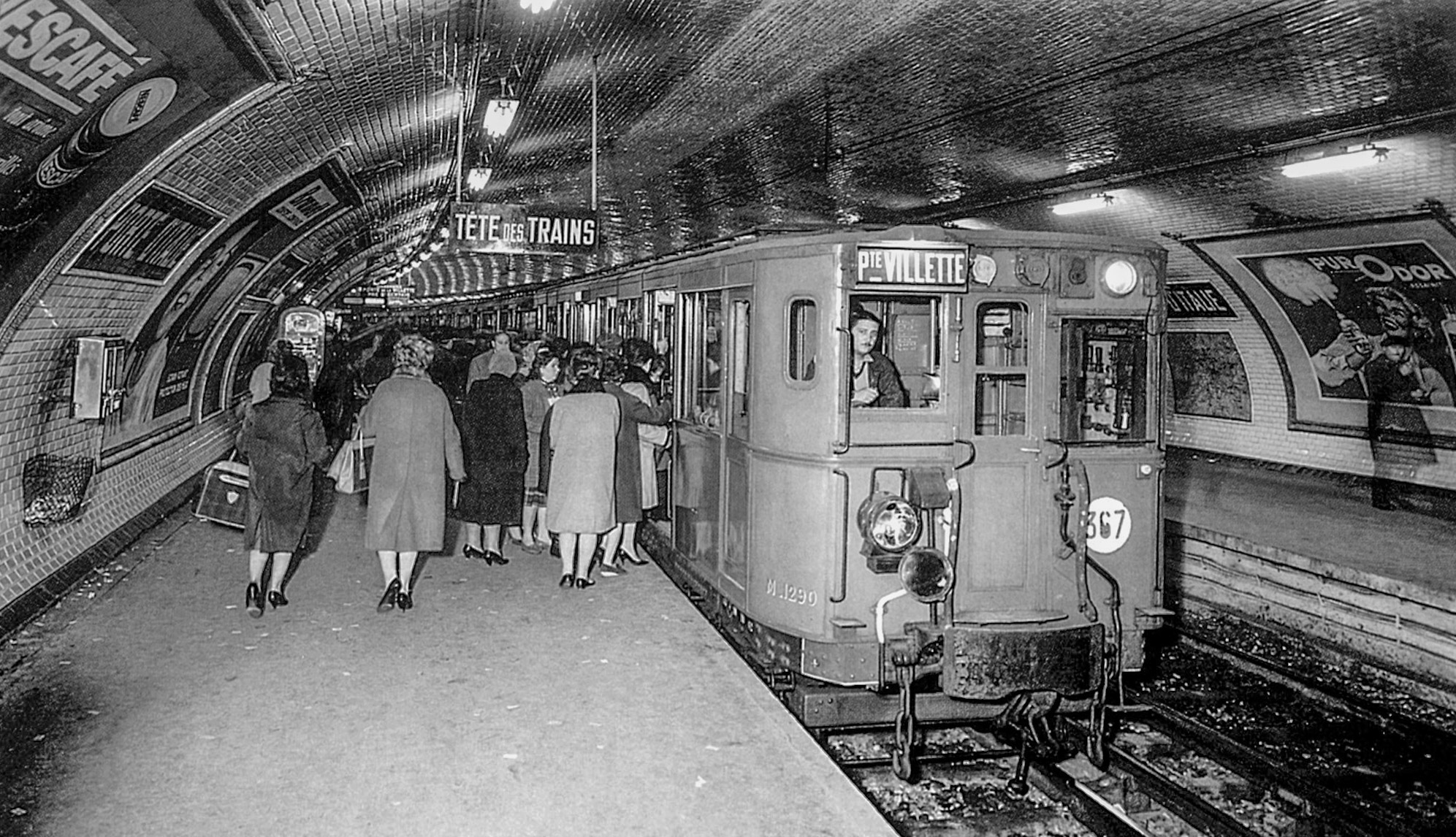
Une rame Sprague-Thomson en station, vers 1930.

La station est ouverte le 7 mars 1930 avec la mise en service du prolongement de la ligne 10 depuis Place d'Italie jusqu'à Porte de Choisy. Avec Porte de Bagnolet sur la ligne 3, Porte de Pantin sur la ligne 5 et Porte Dorée sur la ligne 8, il s'agit d'une des quatre stations construites aux portes de Paris sans avoir joué le rôle de terminus à l'origine.
Le 26 avril 1931, elle est transférée à la ligne 7, qui effectue alors le trajet de Pré-Saint-Gervais ou de Porte de la Villette jusqu'au terminus sud de Porte d'Ivry, lequel est inauguré à la même date.
Elle doit sa dénomination à son implantation à la porte d'Italie, laquelle était l'une des portes fortifiées de l'enceinte de Thiers, ouvrant sur la route vers l'Italie, correspondant de nos jours à l'avenue d'Italie et l'avenue de la Porte-d'Italie à Paris intra-muros, ainsi qu'à l'actuelle route nationale 7 hors de Paris (conduisant à la ville de Menton dans les Alpes-Maritimes).
Le 23 mars 1973, une voiture d'une rame MF 67 prend feu dans la station à la suite d'un acte malveillant. Deux voyageurs sont intoxiqués. La caisse est complètement détruite et l'important dégagement de fumée endommage partiellement la station.
La desserte, alors assurée par l'ensemble des circulations de la ligne, ne l'est plus que par un train sur deux à compter de l'inauguration le 10 décembre 1982 d'une nouvelle antenne vers Le Kremlin-Bicêtre (actuelle branche vers Villejuif - Louis-Aragon), laquelle se détache de la ligne dans l'interstation séparant cette station de sa voisine Maison Blanche.
Dans le cadre du programme « Renouveau du métro » de la RATP, les couloirs de la station et l'éclairage des quais ont été rénovés le 12 janvier 2005.
En 2019, 2 363 639 voyageurs sont entrés à cette station ce qui la place à la 218e position des stations de métro pour sa fréquentation sur 302,.
En 2020, avec la crise du Covid-19, 1 458 709 voyageurs sont entrés dans cette station ce qui la place à la 180e position des stations de métro pour sa fréquentation.
En 2021, la fréquentation remonte progressivement, avec 1 507 152 voyageurs qui sont entrés dans cette station ce qui la place à la 235e position des stations de métro pour sa fréquentation sur 304,.

## Services aux voyageurs

### Accès
La station dispose de quatre accès répartis en cinq bouches de métro et tous ornés de balustrades de type Dervaux ainsi que, pour les trois premiers, d'un candélabre dans ce même style :
- l'accès 1 « Square Hélène-Boucher » comprenant deux attenant à ce square, débouchant à sa lisière nord sur le boulevard Masséna ;
- l'accès 2 « Boulevard Masséna », également constitué d'un escalier fixe, se trouvant au droit du no 166 de ce boulevard, faisant l'angle avec l'avenue d'Italie ;
- l'accès 3 « Avenue d'Italie », constitué d'un escalier fixe, se situant face au no 190 de cette avenue ;
- l'accès 4 « Rue Fernand-Widal », constitué d'un escalier fixe doublé d'un escalier mécanique montant en provenance du quai en direction de Mairie d'Ivry, débouchant à l'angle de cette rue avec le boulevard Masséna, au nord-est du square Hélène-Boucher.

Accès à la station
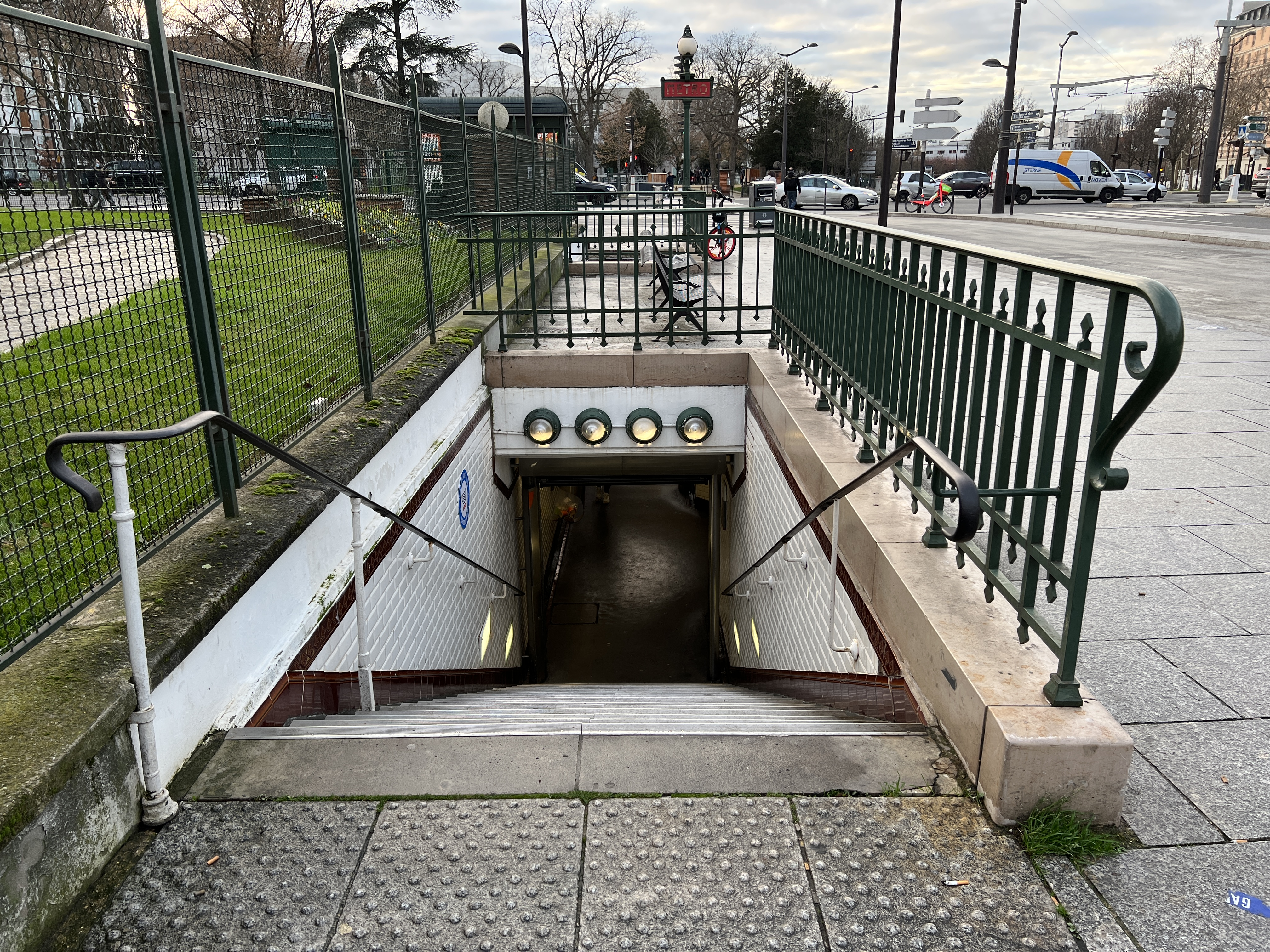
L'accès no 1 « Square Hélène-Boucher ».
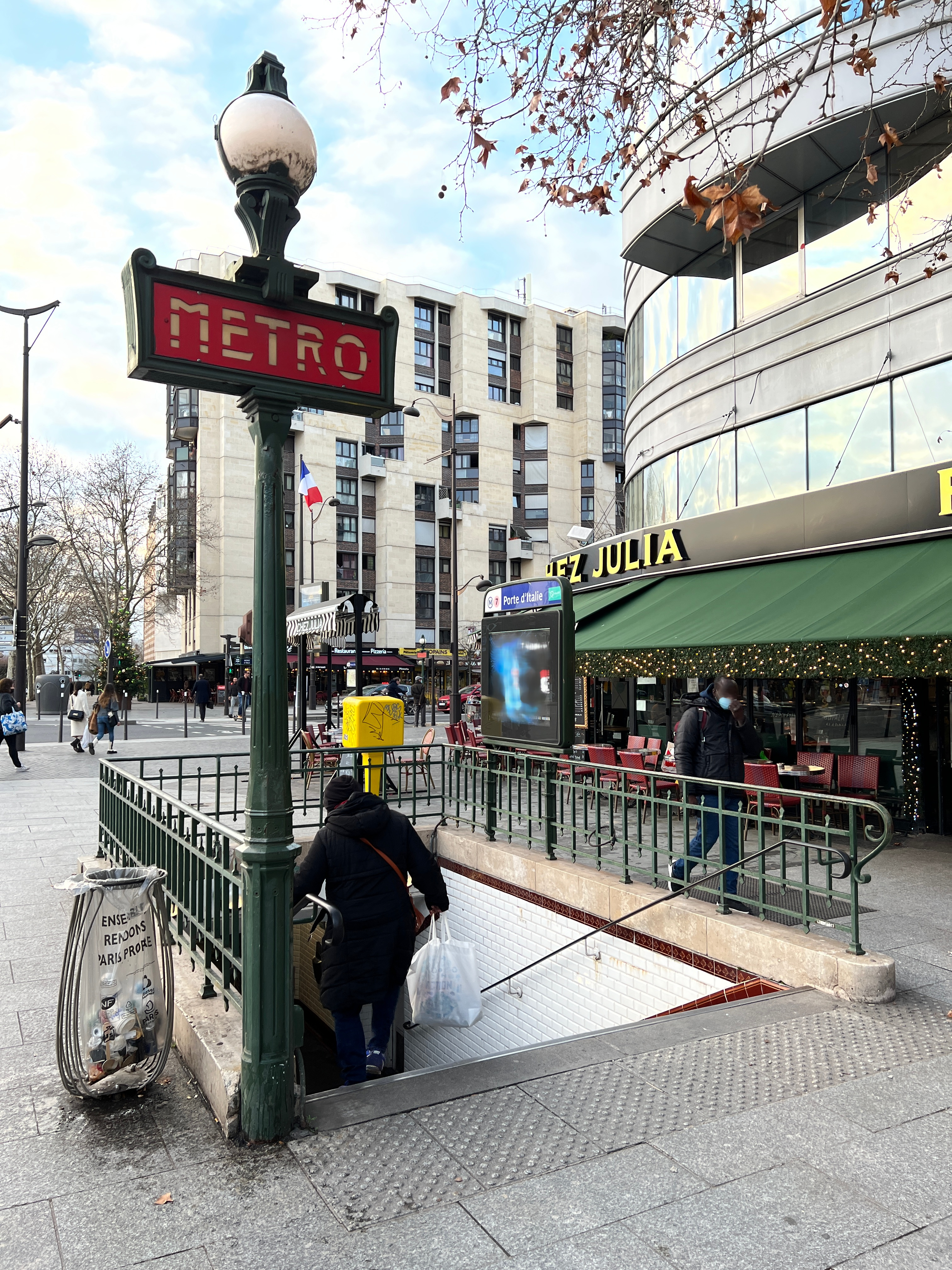
L'accès no 2 « Boulevard Masséna ».
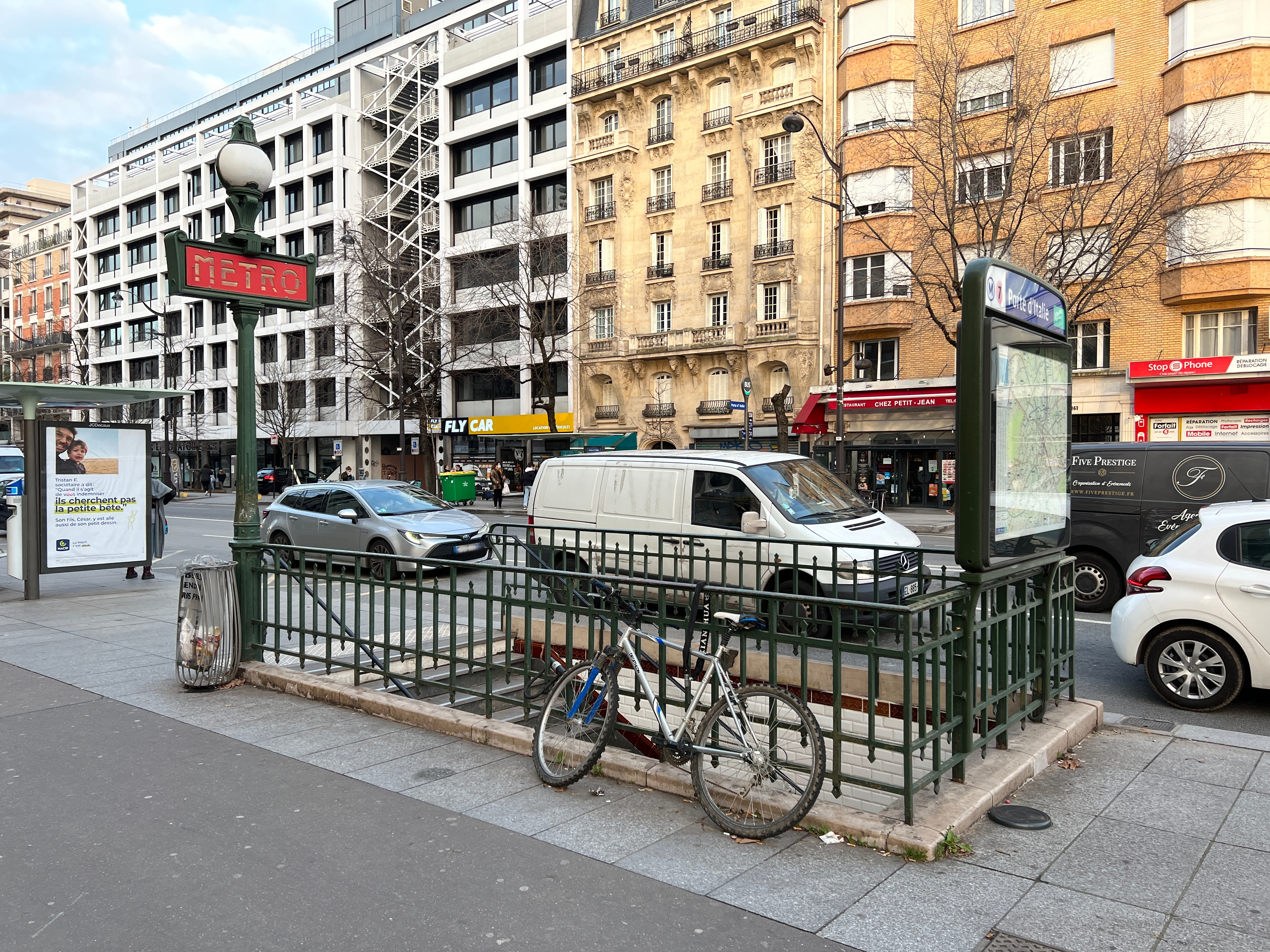
L'accès no 3 « Avenue d'Italie ».
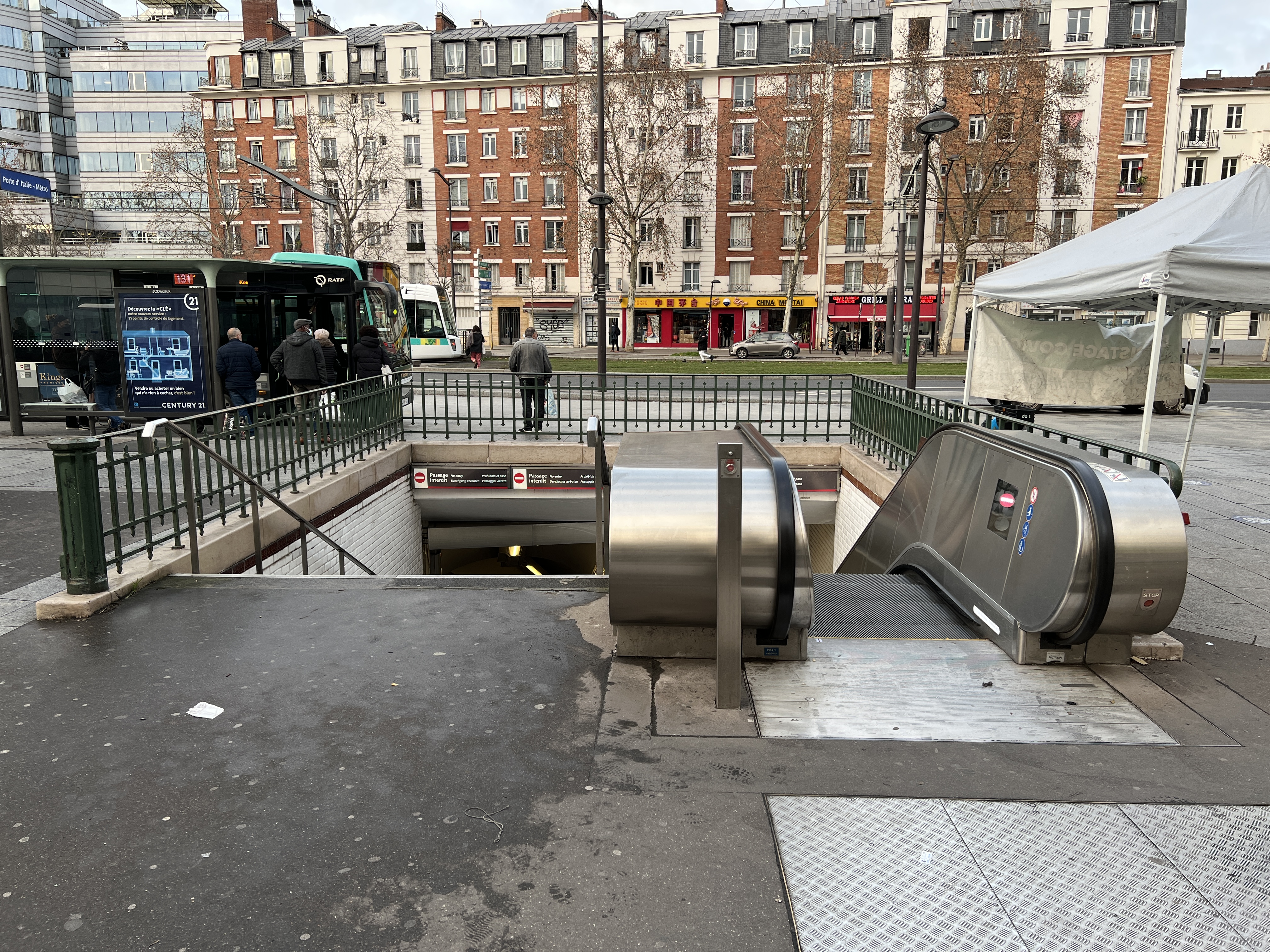
L'accès no 4 « Rue Fernand-Widal ».

### Quais
Porte d'Italie est une station en légère courbe de configuration standard : elle possède deux quais séparés par les voies du métro et la voûte est elliptique. La décoration est du style utilisé pour la majorité des stations du métro : les bandeaux d'éclairage sont blancs et arrondis dans le style « Gaudin » du renouveau du métro des années 2000, et les carreaux en céramique blancs biseautés recouvrent les pieds-droits, la voûte, les tympans et les débouchés des couloirs. Les cadres publicitaires sont en faïence de couleur miel et le nom de la station est également en faïence dans le style de la CMP d'origine. Les sièges sont de style « Motte » de couleur rouge.

### Intermodalité

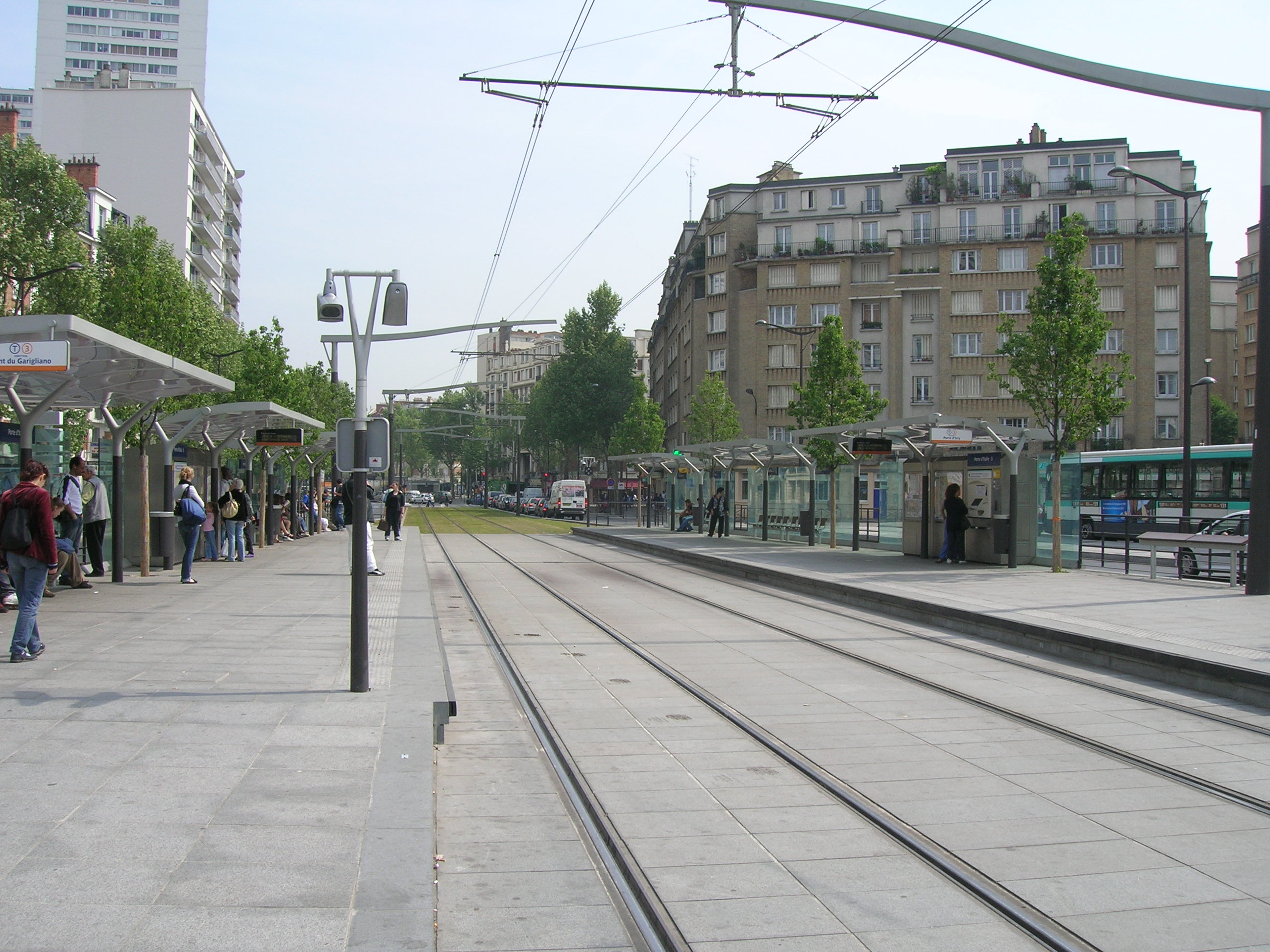
La station du tramway T3a.

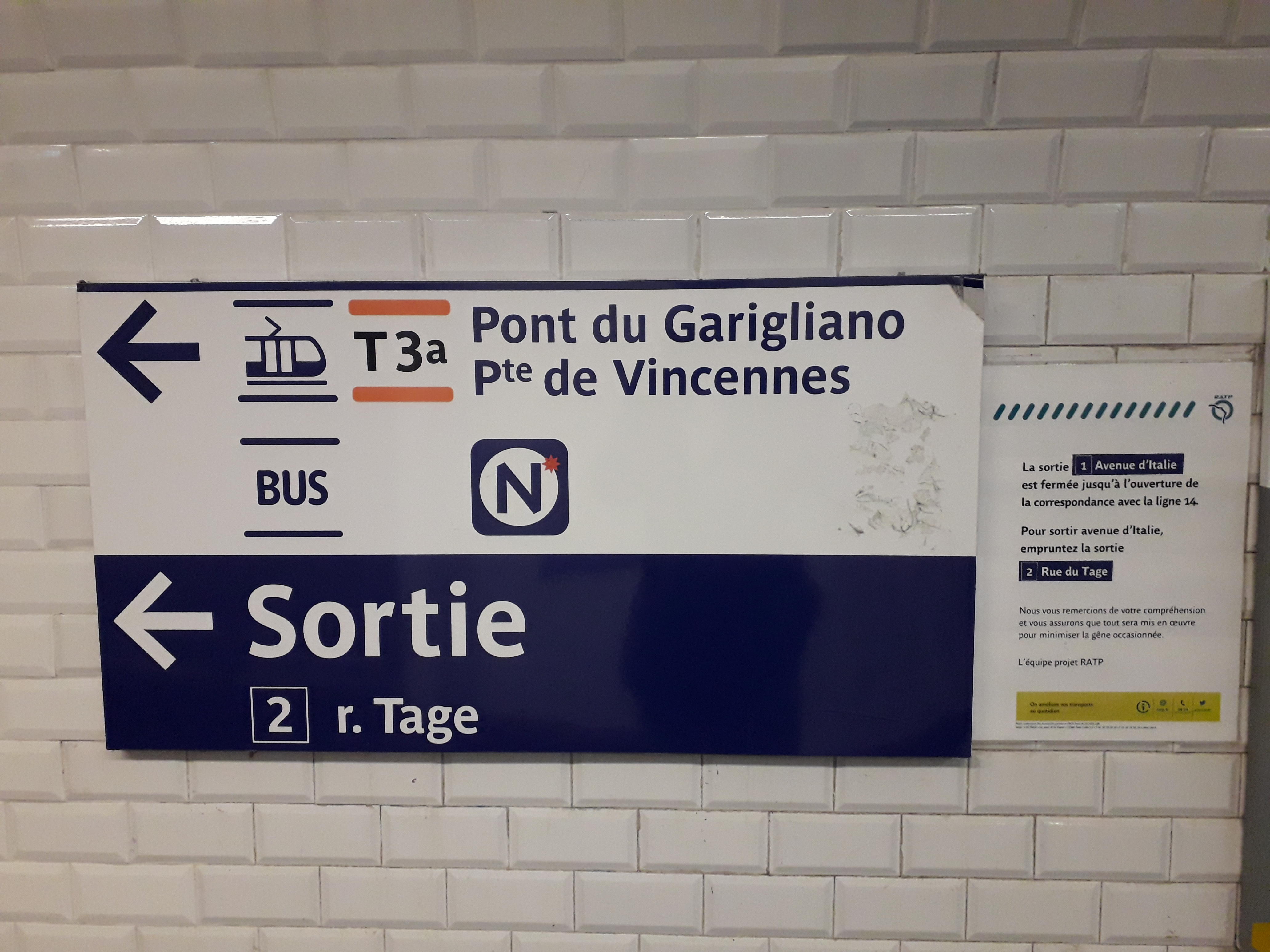
Panneau de sortie et des correspondances dans la station Maison Blanche.

Depuis le 16 décembre 2006, la station est en correspondance avec la ligne de tramway T3, renommée T3a le 15 décembre 2012. La station de tramway est établie dans l'axe du boulevard Masséna et se compose de deux quais latéraux en vis-à-vis. La station de tramway est également en correspondance à distance avec la branche bleue de la ligne 7 à la station Maison Blanche, bien que cette correspondance ne soit affichée qu'à cette station.
La station de métro est également desservie par les lignes 47, 131, 184, 185 et 186 du réseau de bus RATP, et, la nuit, par les lignes N15, N22 et N139 du réseau Noctilien.

## À proximité
- Porte d'Italie, une porte d'entrée du quartier asiatique de Paris du 13e arrondissement.
- Square Hélène-Boucher.
- Square Robert-Bajac.
- Jardin du Moulin-de-la-Pointe - Paul Quilès.
- Parc Kellermann.